# Aleja Odwagi
Aleja Odwagi (ukr. Алея сміливості) – aleja powstała w Kijowie z inicjatywy prezydenta Wołodymyra Zełenskiego z okazji 31. rocznicy odzyskania przez Ukrainę niepodległości. Miejsce zostało wybrane ze względu na znajdujący się naprzeciwko budynek Rady Najwyższej, w którym narodziła się współczesna, niepodległa Ukraina.

## Historia
Aleja została zbudowana 23 sierpnia 2022 roku z okazji 31. rocznicy odzyskania przez Ukrainę niepodległości. Na tej alei pojawią się nazwiska przywódców politycznych i przedstawicieli krajów, które wspierają Ukrainę od początku inwazji Rosji.
Pierwszym zagranicznym liderem uhonorowanym był prezydent Polski Andrzej Duda, który osobiście wziął udział w otwarciu.

## Uhonorowani zagraniczni przywódcy

### Polska
Jako pierwszego uhonorowano prezydenta Andrzeja Dudę. 9 września 2022 odsłonięto tablicę, na której wyróżnieni zostali premier Mateusz Morawiecki i wicepremier Jarosław Kaczyński.

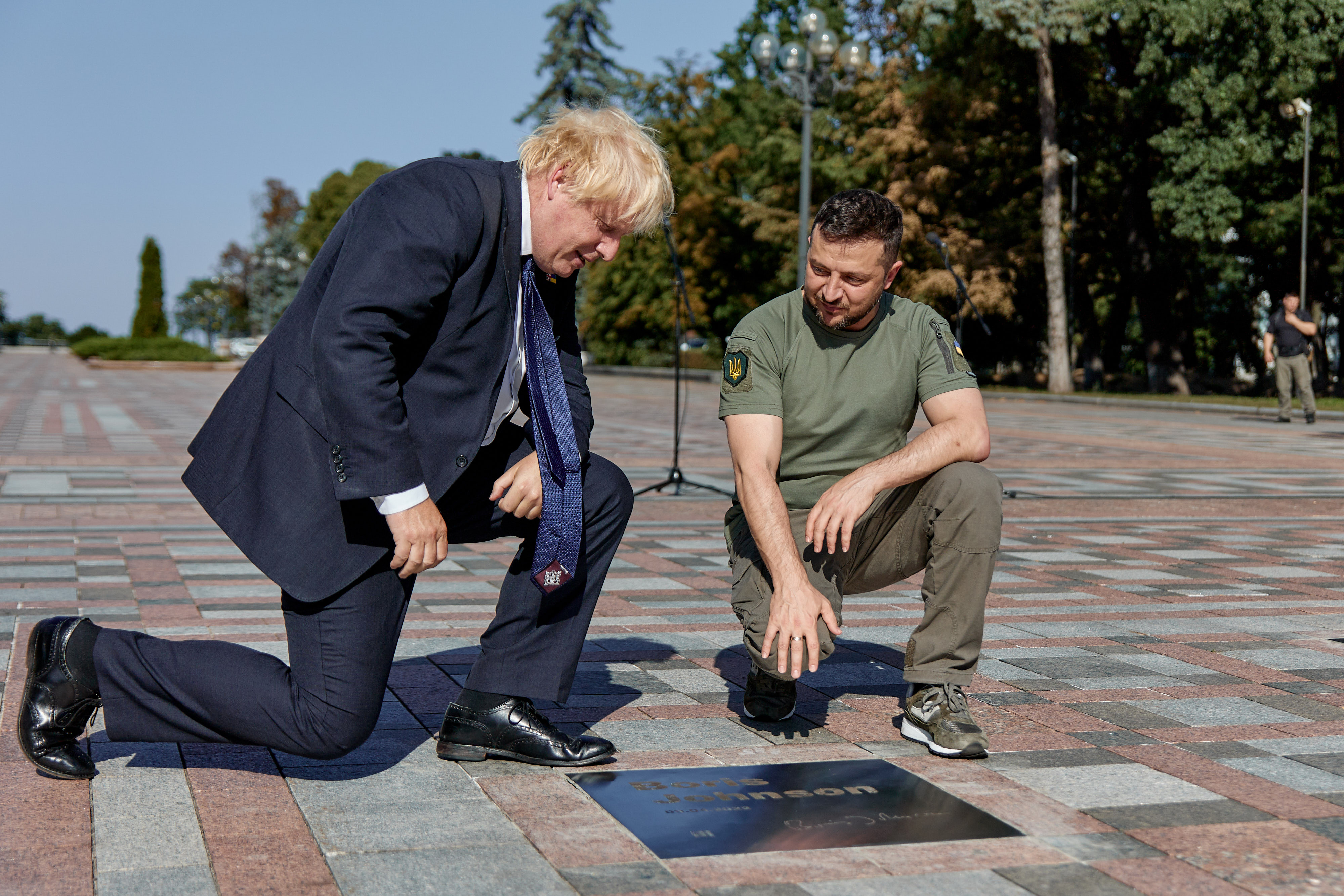
Prezydent Ukrainy Wołodymyr Zełenski i premier Wielkiej Brytanii Boris Johnson na Placu Konstytucji w Kijowie

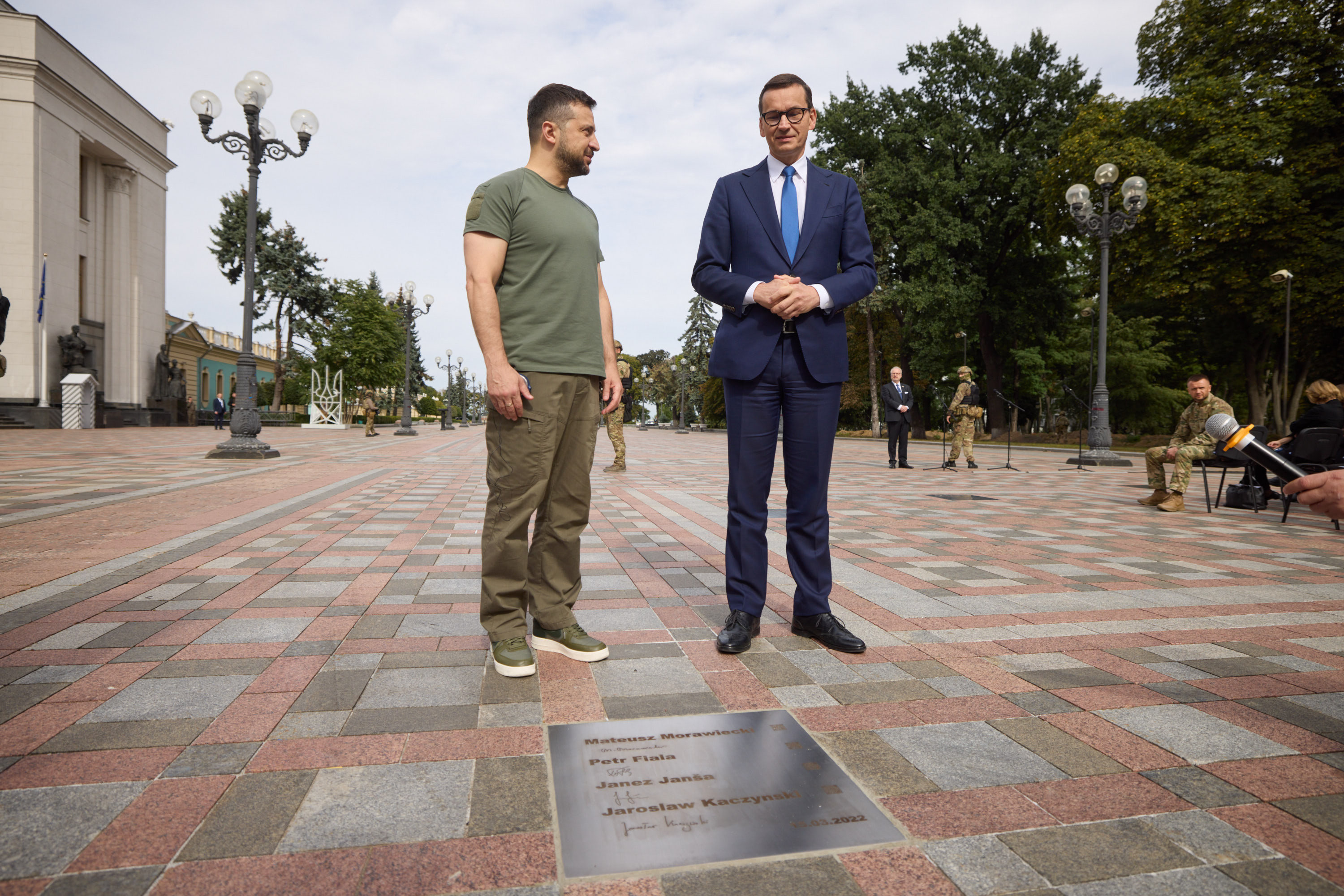
Prezydent Ukrainy Wołodymyr Zełenski z premierem Polski Mateuszem Morawieckim

### Wielka Brytania
24 sierpnia 2022 odsłonięto tablicę premiera Wielkiej Brytanii Borisa Johnsona.

### Łotwa
9 września 2022 swoją tabliczkę otrzymał prezydent Łotwy Egils Levits.

### CzechySłowenia
9 września 2022 uhonorowani zostali premier Czech Petr Fiala i premier Słowenii Jazen Janša.

### Unia Europejska
15 września 2022 odsłonięto tabliczkę z nazwiskiem przewodniczącej Komisji Europejskiej Ursuli von der Leyen.

### Litwa
26 listopada 2022 odsłonięto tabliczkę z nazwiskiem premier Litwy Ingridy Šimonytė.

### Stany Zjednoczone
20 lutego 2023 został uhonorowany prezydent Stanów Zjednoczonych Joe Biden.